# Ciwandan
Ciwandan is een onderdistrict (kecamatan) van de stadsgemeente Cilegon in de provincie Banten, Indonesië.

## Verdere onderverdeling
Het onderdistrict Ciwandan is verdeeld in 6 kelurahan:
- Banjar Negara
- Gunungsugih
- Kepuh
- Kubangsari
- Randakari
- Tegalratu